# Hamam

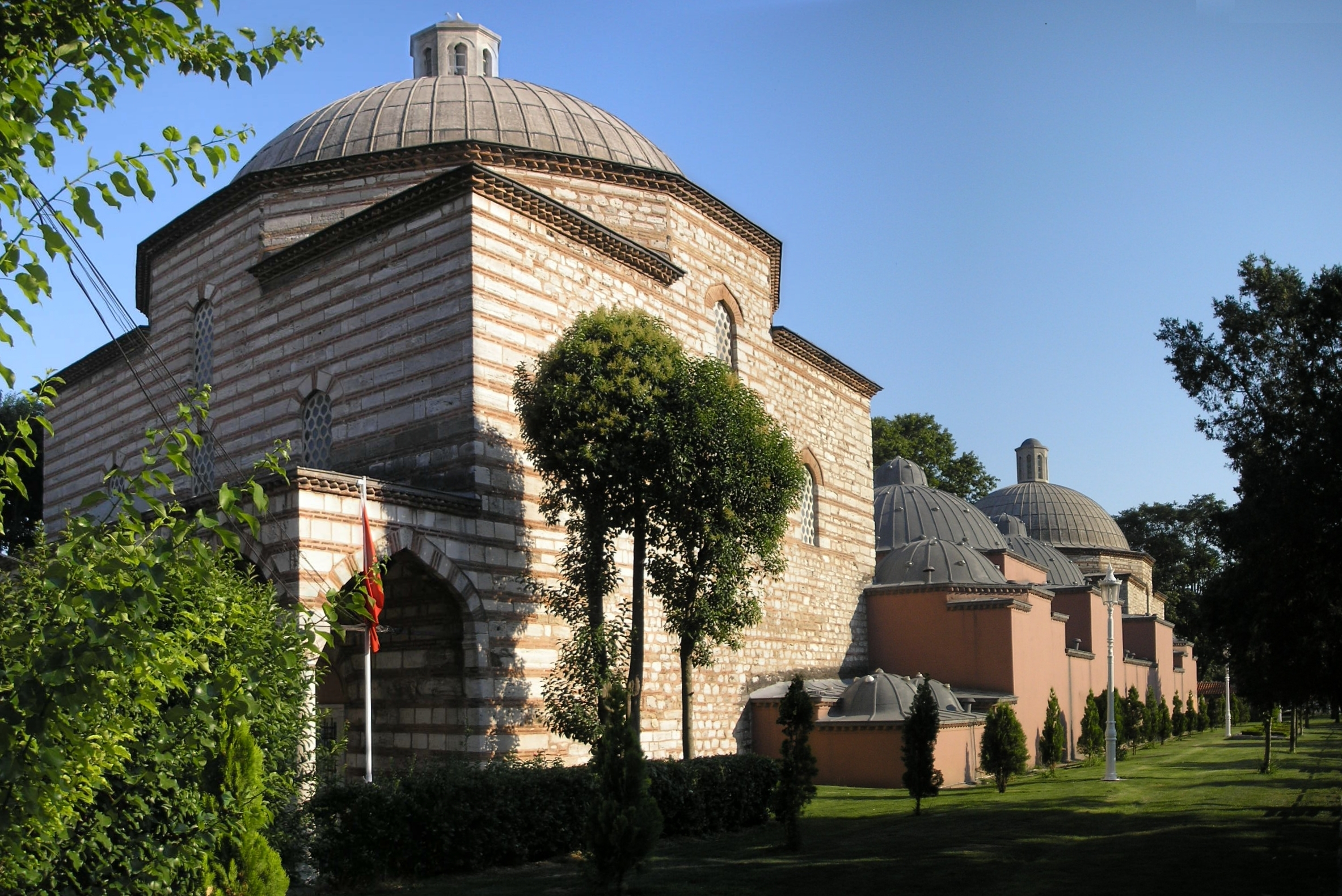
Hamam der Roxelane in Istanbul

Ein Hamam (Plural im Deutschen: Hamams) oder Hammam (arabisch حَمَّام hammām, DMG ḥammām ‚Bad, Badezimmer, Badehaus, Schwimmbad, Badeort‘, Plural hammāmāt, von arabisch hamma ‚erhitzen‘; türkisch hamam, osmanisch حمام) ist eine öffentliche Badeanstalt (Badehaus bzw. Dampfbad), die man vor allem in der arabischen Welt, im iranischen Kulturraum, in der Türkei und in den ehemaligen Gebieten des Osmanischen Reichs findet und die ein wichtiger Bestandteil der orientalischen Bade- und Körperkultur ist. Der Hamam ist auch unter den Namen Türkisches Bad oder Orientalisches Bad bekannt. Archäologische Funde weisen auf die Existenz solcher Bäder in der umayyadischen Periode (7./8. Jahrhundert) hin, ebenso wie Erwähnungen in historischen Texten, wo von der Errichtung solcher Gebäude in mehreren eroberten Städten geschrieben wurde, unter anderem auch in Basra. Hauptzweck des Hamams ist die Verrichtung der Gesamtwaschung Ghusl.

## Aufbau

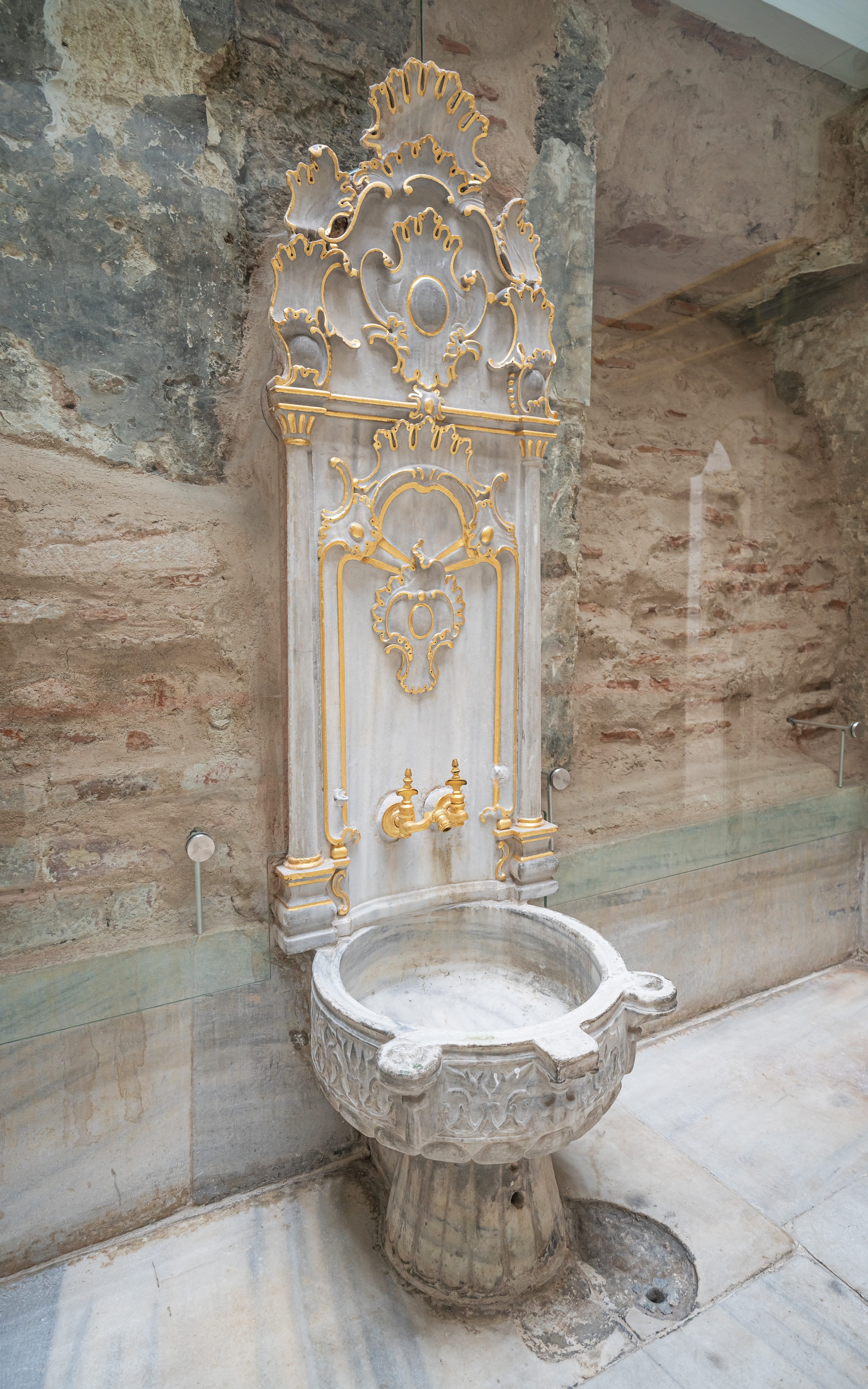
Marmorbecken mit vergoldeten Armaturen im Hamam des Sultans, Topkapı-Palast

Zeichnungen und Darstellungen von Hamams finden sich nicht nur in den Aufzeichnungen westlicher Reisender wie Jean Chardin und anderer, sondern auch in persischen und osmanischen Miniaturen. Zumeist wurden keine Fenster oder Lüftungsöffnungen angebracht, wenn doch, waren diese oft mit einstellbaren Lüftungsklappen versehen. Um den Erhalt der Hitze im Inneren des Gebäudes zu gewährleisten, werden diese (bzw. die beheizten Zentralbereiche) zumeist mit dicken Wänden errichtet. Licht dringt nur durch dicke Fenstergläser ins Innere, oftmals sind diese kunstvoll verziert. In den Hamams sind nur die Umkleideräume möbliert, meistens mit Bänken aus Holz, auf denen Kissen verteilt und die meistens um einen Springbrunnen herum angeordnet sind. Dieser Bereich wurde im Osmanischen Reich auch als cemekân (auch câmekân) bezeichnet, der Bereich mit mittlerer Hitze als soğukluk und der Bereich mit der größten Hitze als sicaklik.
Die Räumlichkeiten, die den Ofen zur Erhitzung des Hamams beherbergen (chizāna), haben keine direkte Verbindung in den Hauptbereich, wo sich die Gäste aufhalten, sondern sind mit einer Tür zur Straßenseite angelegt, um Lieferungen von Brennstoff anzunehmen; lediglich Öffnungen für die Rohrleitungen sind angelegt. Geheizt wird durch die Zirkulation von im Kessel erzeugtem Heißwasser, Zu- und Ablaufrohre sind in den Wänden und im Fußboden verlegt. Die Frischwasserzufuhr erfolgt entweder durch das städtische Wasserversorgungssystem oder es wurde (früher mit Hilfe von Tieren) nach oben gepumpt. Bis heute existieren kaum befriedigende Studien darüber, wie sich die Architektur der Hamams von ihren Anfängen fortentwickelt hat, gleichwohl die heute noch existierenden Gebäude hierfür ausreichend Ansatzpunkte liefern. Gerade die Standortwahl scheint bei der Erbauung islamischer Bäder von besonderer Bedeutung gewesen zu sein (vor allem das Vorhandensein von Wasser im Überfluss), aber auch die Lösung praktischer Probleme bei der Konstruktion.

## Badebetrieb

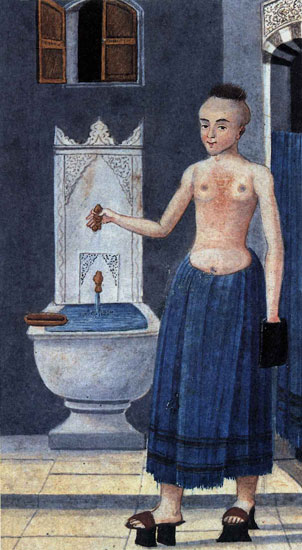
Ein Tellak mit Stelzensandalen zum Schutz vor der Fußbodenhitze im Hamam (Werk des Enderûnlu Fâzıl, 18. Jh.)

Im Hamam waren vor allem zwei Funktionsträger wichtig: einerseits der Wakkad, der Heizer, andererseits der zabbāl, der für den Nachschub an Brennstoff aus Dung zuständig war. Diese Begriffe sind immer noch in Syrien gebräuchlich, während in Nordafrika andere Bezeichnungen verwendet werden. Eine Bezeichnung, die heute nicht mehr üblich ist, war sahib al-sunduq für den Aufseher, der in den Umkleideräumen für Ordnung sorgte. Ferner gab es den mukayyis oder kayyas, welcher sich in den Baderäumen als Masseur betätigte.
Die Prozeduren bei Besuchen des Hamams haben sich seit den Anfängen kaum geändert. Zunächst legt der Besucher seine Bekleidung ab und schlägt ein Handtuch um seinen Körper oder zieht leichte Badebekleidung an. Von dort begibt er sich in den am wenigsten beheizten Bereich des Hamam, um sich nach und nach an die Hitze zu gewöhnen, die ebenso wie die Luftfeuchtigkeit weiter zunimmt, je weiter man sich in die Mitte des Gebäudes begibt – um dann vom Personal (Frauen von weiblichem, Männer von männlichem Personal) eingeseift, abgerieben, massiert und enthaart zu werden. Danach wird mit heißem Wasser abgewaschen, es folgt dann eine angemessene Ruhepause, um sich zu erholen.
Männer konnten sich im Hamam rasieren und die Haare schneiden lassen. In manchen Badehäusern, insbesondere in den größeren Bädern, war ein muzayyin (arabisch مُزَيِّن ‚Barbier‘) beschäftigt. Ansonsten übernahmen Badeknechte oder andere Mitarbeiter die Aufgaben eines Barbiers. Laut der Encyclopædia Iranica wurde in Persien den Männern nicht nur der Bart, sondern in der Regel auch das gesamte Kopfhaar abrasiert; den Frauen wurden im Badehaus nicht die Haare geschnitten.

## Bedeutung

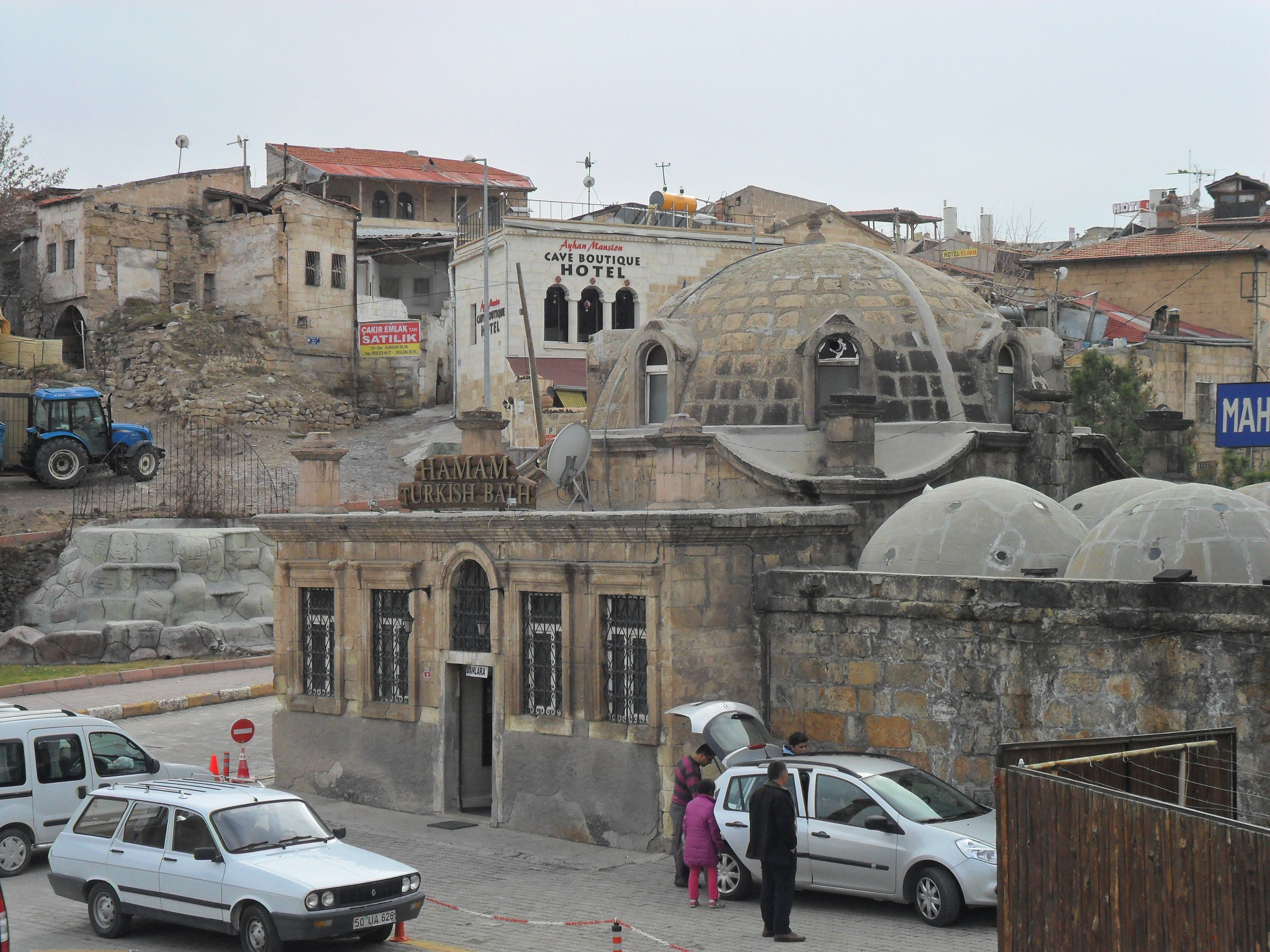
Ein volkstümliches Hamam im zentralanatolischen Ürgüp

Aufgrund der Wichtigkeit der Gesamtwaschung im Islam wurden Hamams zumeist als Nebengebäude an Moscheen angebaut, ganze Stadtquartiere bildeten sich um sie herum. Die Anzahl der Hamams größerer muslimischer Städte im Mittelalter ist in älteren Quellen gut dokumentiert und bildete gelegentlich die Grundlage für moderne Schätzungen der Einwohnerzahl dieser Städte in dieser Zeit. Detaillierte Studien darüber, wie viele dieser Bäder heute noch in den verschiedenen Städten in Betrieb sind, stehen noch aus. Aufgrund der Beliebtheit der Hamams wurden später auch private Bäder in Palästen oder großen Privathäusern errichtet.
Um Hamams drehen sich noch heute Mythen, Legenden und Märchen, die von einer Heimsuchung dieser Orte durch Dschinn erzählen; sie fanden auch in der reichhaltigen Literatur zu diesem Thema Niederschlag und zeigen die regionale Begriffsvielfalt der Nomenklatur in Zusammenhang mit den Hamams.

## Hamams im arabischen Raum

### Marokko
Nach Angaben der Moroccan National Federation of the Associations of Owners and Operators of Traditional Hammāms werden im ganzen Land 5000 Hamams betrieben, die Stadt Fēz hat 120 Einrichtungen dieser Art, wobei dreißig davon – gelegen in der Medina – als historisch gelten. Die Anzahl der Hamams in der Stadt während der Dynastie der Almohaden wird im Werk Rawd al-Qirtas (14. Jahrhundert) mit 93 angegeben.
Die Anzahl der in Betrieb befindlichen Hamams macht Marokko zu einem der Länder mit der größten Anzahl solcher Bäder weltweit; sie stellen dort eine wichtige gesellschaftliche Institution dar.
Im Gegensatz zu anderen Ländern, wo Hamams eher freistehend gebaut werden, fügen diese sich in Marokko eher in die Fassaden benachbarter Ladengeschäfte ein; es handelt sich also nicht um monumentale Bauten, eher sind sie von außen schwer als Hamams zu identifizieren, zu erkennen ist jedoch oft der markante Kamin. Ein weiterer Unterschied ist die L-förmige Gestaltung des Eingangsbereichs, der eine direkte Einsicht in den Umkleidebereich verhindert.

## Hamams im Osmanischen Reich

### Hamams in Albanien
In Albanien existieren noch zwei Hamams in Elbasan, die (bzw. deren funktionellen Einrichtungen) auf die Mitte des 16. Jahrhunderts datiert werden können. Die osmanischen Ursprünge offenbaren sich in der Kuppelstruktur. Verschiedenartige Kuppeln wurden hierbei nebeneinander platziert, um eine größere Komplexität zu erreichen. Die Innenseiten sind verziert mit Muqarnas, die Räumlichkeiten sind rigoros geometrisch angeordnet. Die beiden Hamams sind die beiden letzten ihrer Art in Albanien.

### Hamams in Griechenland
In der nordgriechischen Stadt Thessaloniki sind aus der osmanischen Zeit noch die vier Hamams Yeni-Hamam (oder Aigli), Bey Hamam, Pascha Hamam (Phönix Hamam) und Yahudi Hamam erhalten und stehen unter Denkmalschutz.

## Hamams in Westeuropa
Inzwischen haben sich Hamams auch in Westeuropa etabliert, die den orientalischen Vorbildern nachempfunden sind; sie sind in einigen größeren Städten vorzufinden.

## Europäer im Hamam
Der schwäbische Prediger Salomon Schweigger (1551–1622) beschreibt in seinem Reisetagebuch aus dem Jahre 1608 pointiert seine Erlebnisse in einem Istanbuler Hamam:
Sehr anschaulich beschreibt Helmuth von Moltke in Unter dem Halbmond seinen ersten Besuch in einem Hamam:

„Man schlug mir vor, ins Hamam oder türkische Bad zu gehen (…) Wir traten in ein weites hohes Gebäude, in dessen Mitte ein Springbrunnen plätscherte (…) Ich verspürte nicht die geringste Versuchung, nur das kleinste Stück meiner Toilette abzulegen; überdies sah ich überhaupt keine Badewanne (…) Der Badewärter, der in unseren bedenklichen Mienen las, führte uns in ein zweites Gewölbe, in dem schon eine ganz anständige Hitze war. Hier bedeutete man uns durch Zeichen, dass wir uns entkleiden möchten; man wickelt sich ein halbseidenes blaues Tuch um die Hüften und bekommt ein Handtuch als Turban um den Kopf, von dem angenommen wird, dass er nur aus Versehen nicht geschoren ist. Nach dieser Einkleidung schob man uns in eine dritte gewölbte Halle hinein, deren marmorner Fußboden so stark geheizt war, dass man ihn nur auf hölzernen Pantinen (Galendschi) betreten konnte. Unter der Mitte der Kuppel (…) erhebt sich ein zwei Fuß hohes Plateau mit Marmor, Jaspis, Porphyr und Agat reich ausgelegt, auf welches man sich behaglich hinstreckt.
Der Telektschi oder Badewärter schreitet nun zu einer ganz eigentümlichen Prozedur. Der ganze Körper wird gerieben und alle Muskeln gereckt und gedrückt. Der Mann kniet einem auf der Brust oder fährt mit dem Knöchel des Daumens über das Rückgrat; alle Glieder, die Finger und selbst das Genick bringt er durch eine leichte Manipulation zum Knacken. (…) Man begibt sich nun in die kleinen, noch stärker erwärmten Zellen, welche die große Halle umgeben. Hier sprudelt klares Wasser in Marmorbecken, und zwar nach Belieben, aus zwei Hähnen, warmes und kaltes. Der Patient wird nun demselben Verfahren unterworfen wie die türkischen Pferde beim Striegeln, indem nämlich der Wärter einen kleinen Sack aus Ziegenhaar über die rechte Hand zieht und damit den ganzen Körper anhaltend überfährt. Dies ist allerdings eine gründliche Reinigung, und man möchte sagen, dass man noch nie gewaschen gewesen ist, bevor man nicht ein türkisches Bad genommen hat. Der Telektschi erscheint nun aufs Neue mit einer großen Schüssel mit wohlriechendem Seifenschaum. Mittels eines großen Quastes aus den Fasern der Palmrinde seift er seinen Mann vom Scheitel bis zur Fußsohle, Haare, Gesicht, alles ein, und mit wahrem Vergnügen gießt man sich dann das kalte Wasser über Kopf, Brust und Leib. (…) Wir streckten uns nun in der Eingangshalle so behaglich hin, wie wir es von den Türken sahen.“

## Rezeption im Film
- Hamam – Das türkische Bad, italienisch-türkisch-spanischer Spielfilm von Ferzan Özpetek (1997)
- Halfaouine – Das Kind der Dächer, französisch-tunesischer Spielfilm von Férid Boughedir (1990)